# ایستگاه متروی آکتون شرقی
ایستگاه متروی آکتون شرقی (انگلیسی: East Acton tube station) یکی از ایستگاه‌های متروی لندن است.
این ایستگاه که در منطقه همرسمیت و فولام لندن قرار دارد در سال ۱۹۲۰ تأسیس شده و جزئی از خط مرکزی متروی لندن است.

## نگارخانه

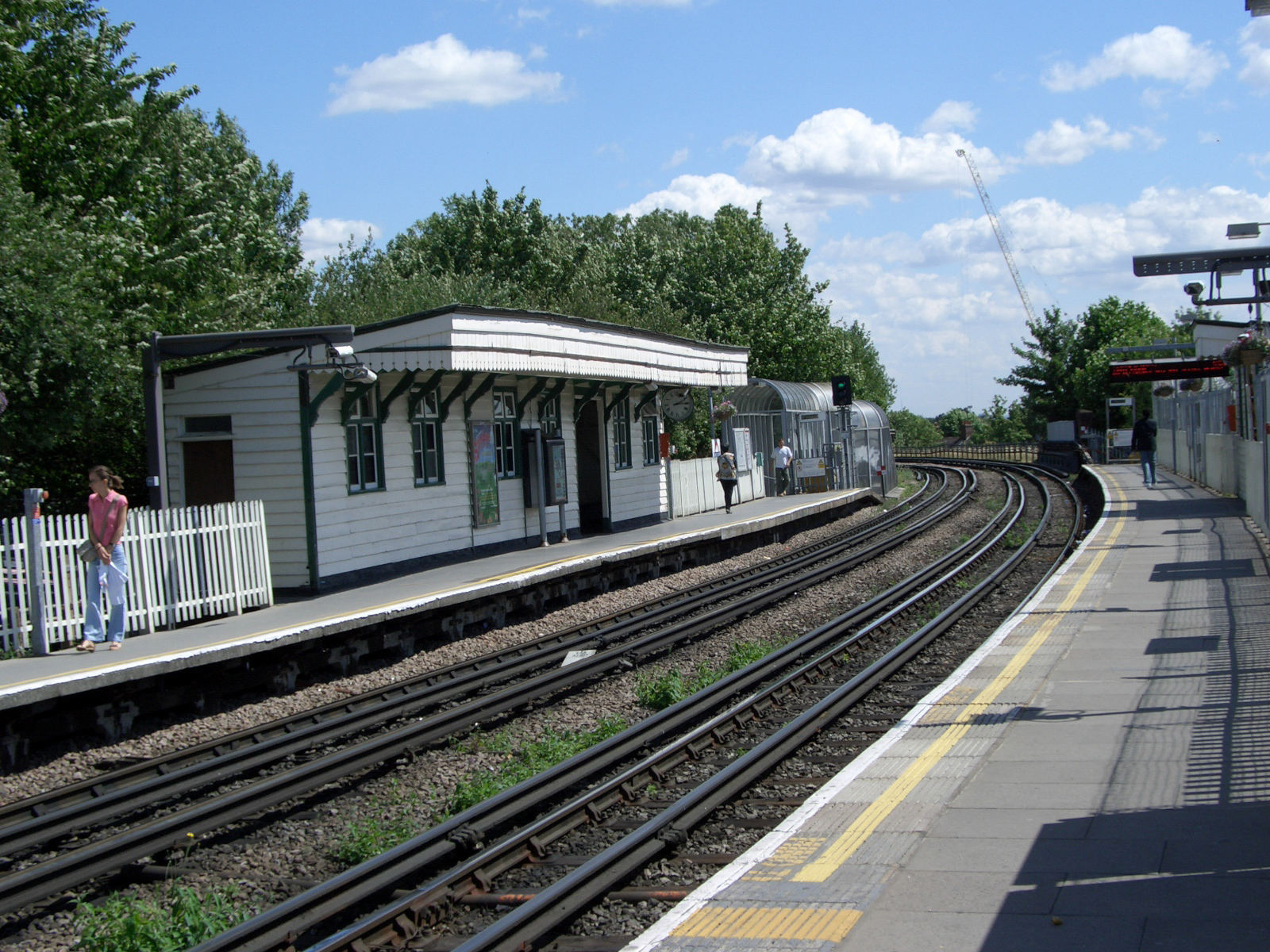
Looking east, showing the small eastbound platform shelter
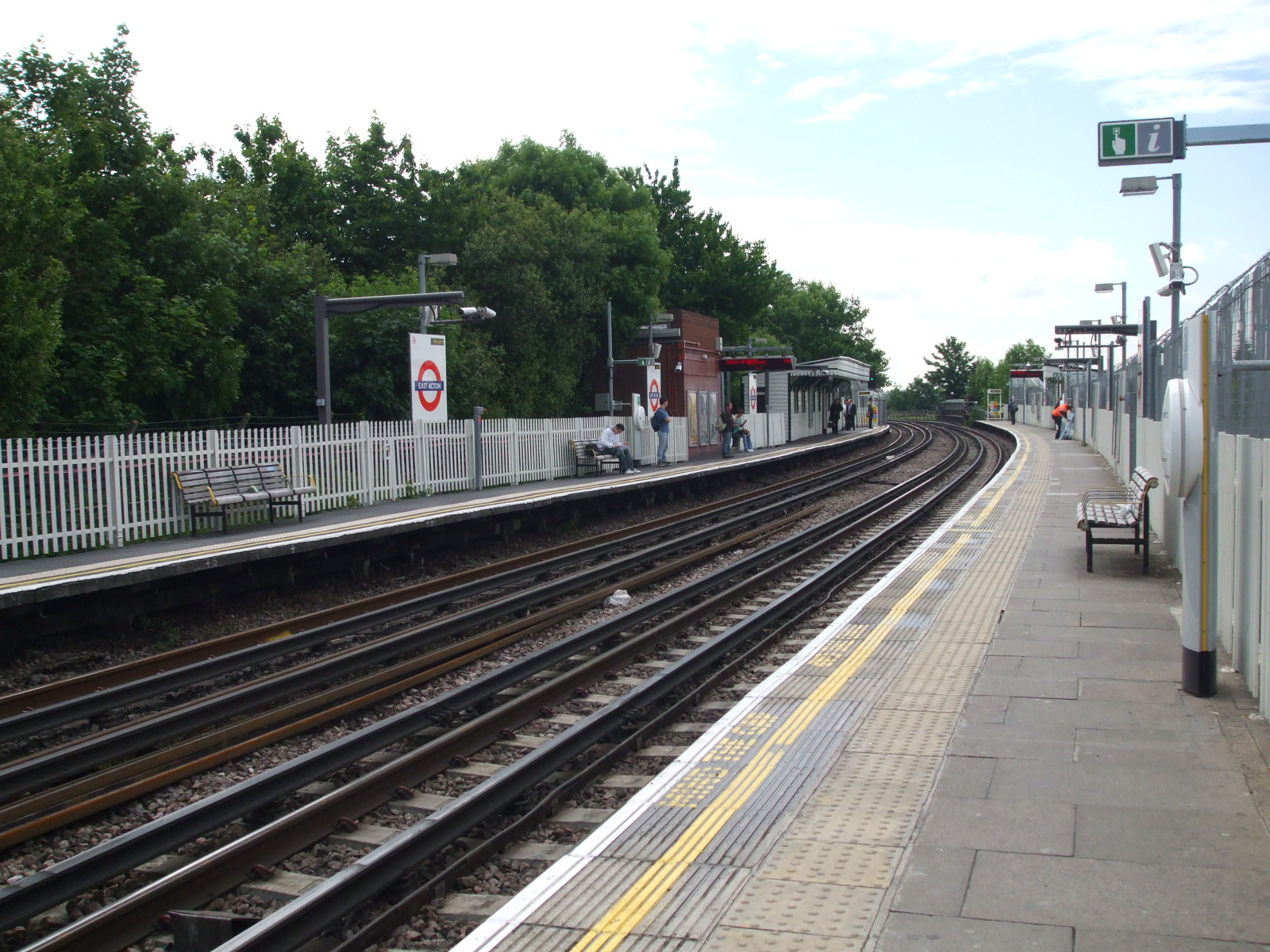
Looking east
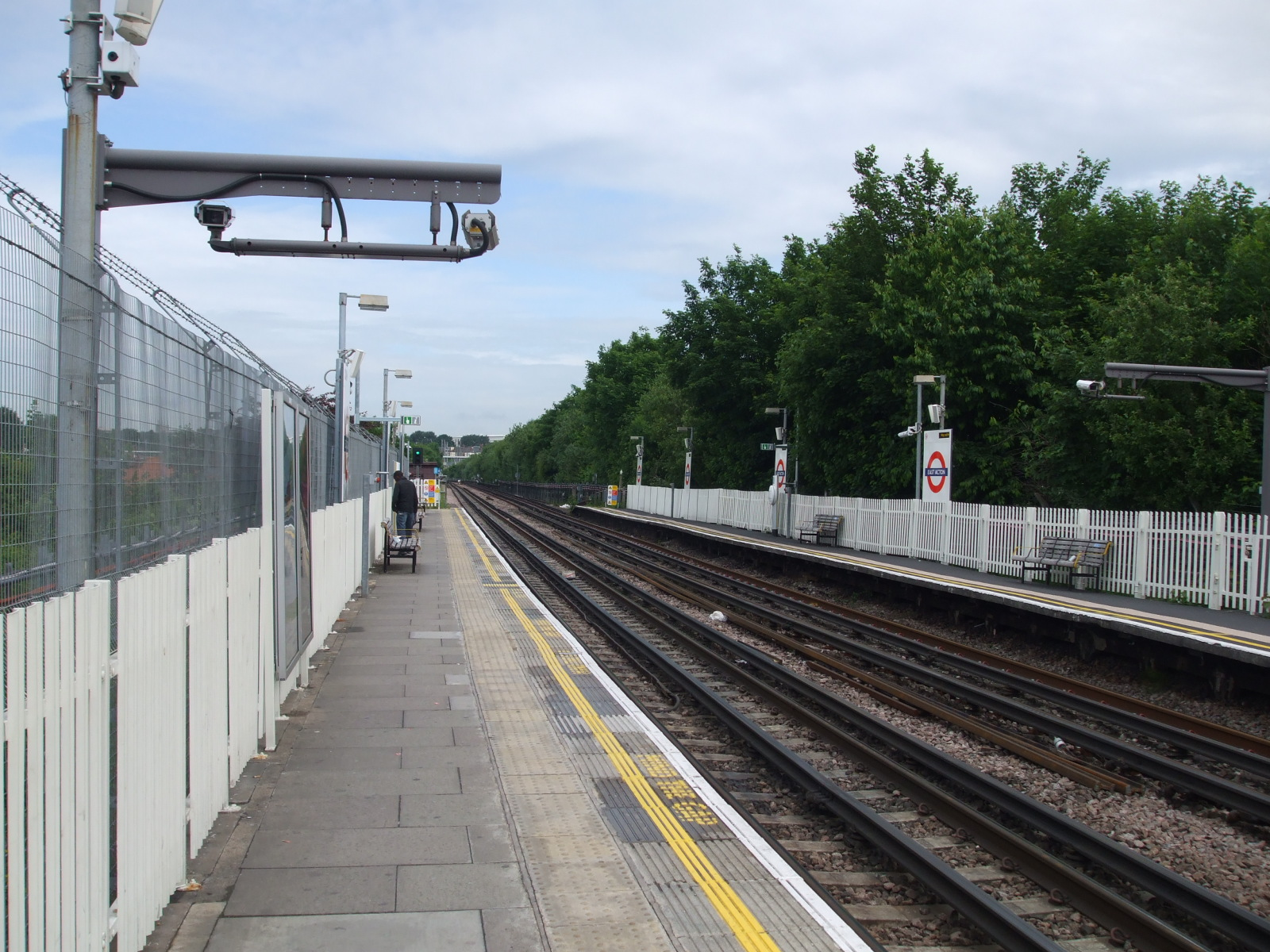
Looking west. The vegetation marks the alignment of the ex-GWR tracks, lifted many years ago
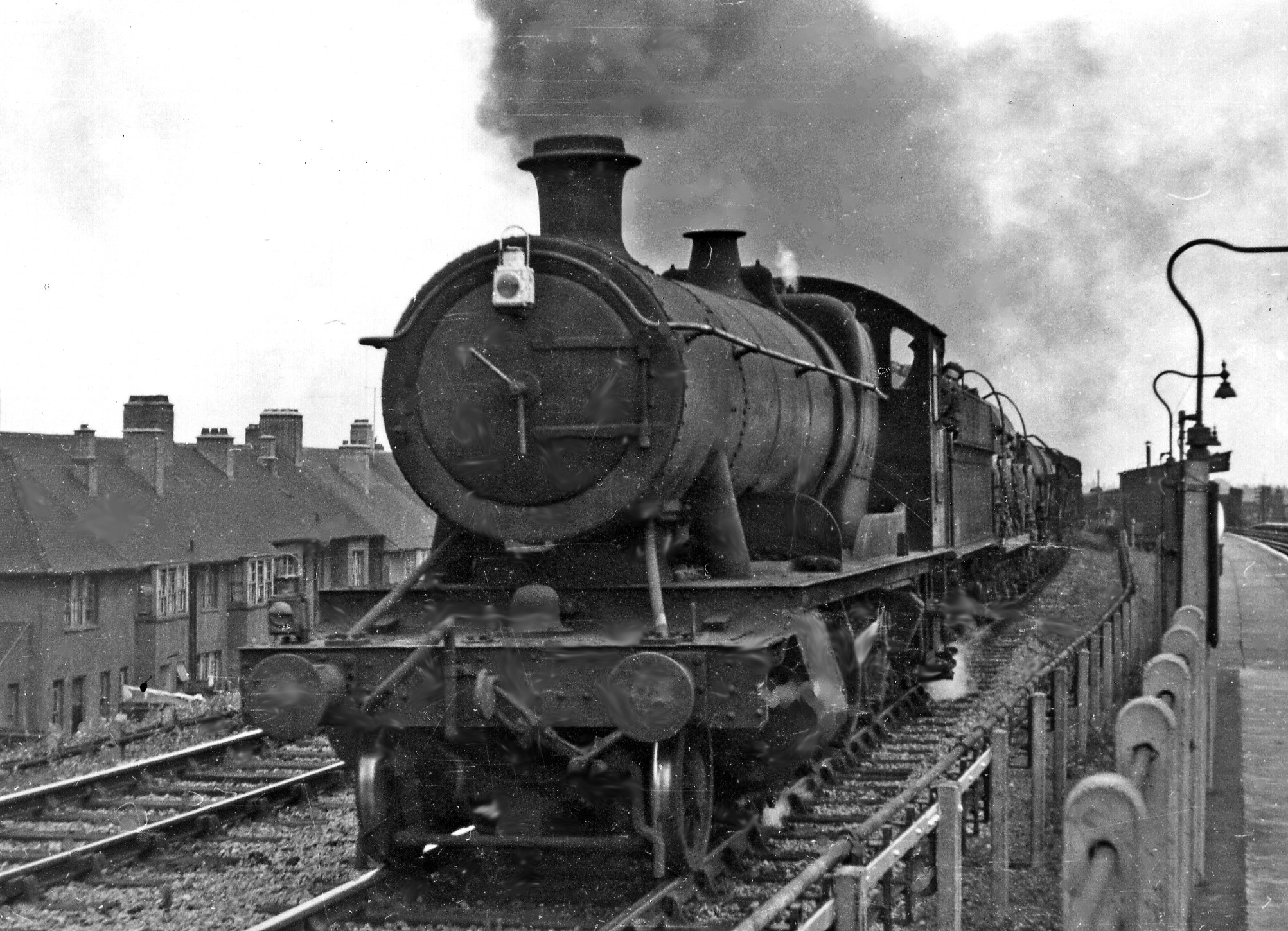
Down Milk empties passing East Acton on the GWR lines in 1949
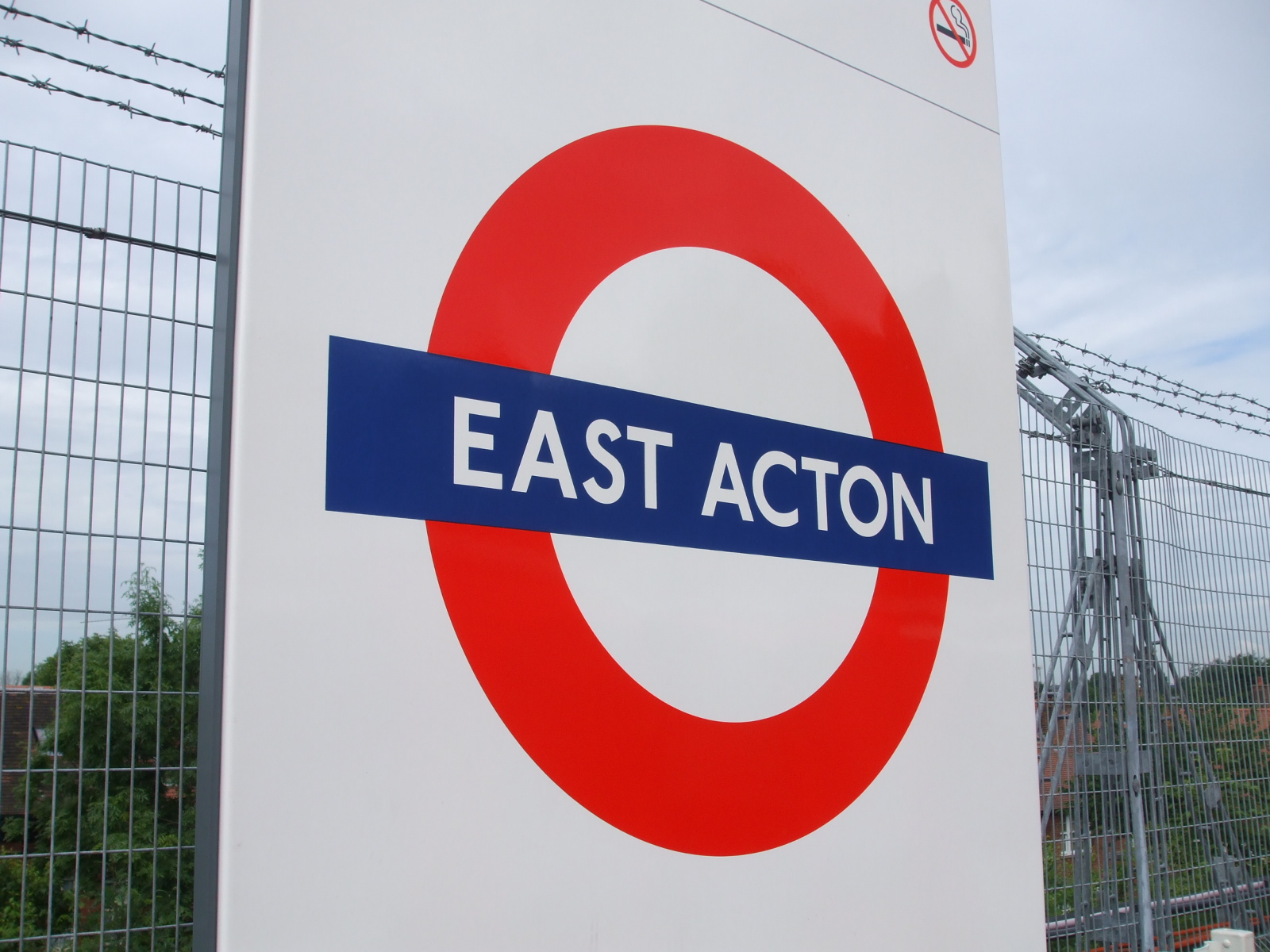
Roundel on westbound platform